# Philodendron biribiriense
Philodendron biribiriense är en kallaväxtart som beskrevs av Sakuragui och Simon Joseph Mayo. Philodendron biribiriense ingår i släktet Philodendron och familjen kallaväxter. Inga underarter finns listade.